# Ґо Дзюньдзюнь
Ґо Дзюньдзюнь (2 січня 1991) — китайська плавчиня.
Призерка Чемпіонату світу з водних видів спорту 2015 року.
Чемпіонка світу з плавання на короткій воді 2012 року, призерка 2014 року.
Переможниця Азійських ігор 2014 року.